# Кюфте
Кюфтето е ястие от смляно на кайма месо, с лук и подправки. Може да бъде във форма на топче или плоско. Приготвя се чрез пържене, печене на скара или в тава на фурна, по-рядко чрез варене.
Съществуват и кюфтета не от месо, а от зеленчукова смес, например картофени кюфтета, спаначени кюфтета, кюфтета от тиквички, нахут и др., както и рибени кюфтета. Кюфтетата са само българска храна.

## Българска традиция
В България кайма за кюфтета се прави (мели се с мелачка) от тлъсто свинско и телешко месо в пропорция 60 към 40. Възможни са варианти с биволско, овче, магарешко, конско и дивечово месо. Освен тлъсто свинско, може да се използва свинска сланина. За българския вкус кюфтета без свинска мазнина са сухи. Мюсюлманите мелят телешко или агнешко.
Към мляното месо най-често се добавя намокрена среда от хляб, сол, зрял или зелен лук и яйце, след което каймата се омесва добре, за да не се разпада кюфтето при готвенето. В зависимост от региона се добавят и различни подправки като магданоз, черен пипер, чубрица и/или кимион. В зависимост от рецептата, в каймата може да се добави и ориз, настъргани картофи или кашкавал. При пържене кюфтета предварително се овалват в брашно.
Кюфтета, подправени с много лют, кълцан червен пипер, какъвто се продава под името „чили“, се наричат „нервозни кюфтета“.
„Татарските“ кюфтета са по-големи и съдържат разтопен кашкавал и люта чушка, а понякога и гъби, кисели краставички, бахар и бира.
В България кюфтетата са много популярна храна. Консумират се предимно като основно ястие със зелена салата, лютеница, пържени картофи, туршия или друга гарнитура, а също така могат да се сервират готвени със сос като яхния или фрикасе, в умален топчест вариант, наричани „цариградски кюфтенца“ или в супа с ориз, фиде или картофи, наричана супа топчета.

## Кюфтета в сос
Кюфтета в сос е традиционно ястие от българската, шведската, италианската и други кухни по света, приготвено от кюфтета, подправки и зеленчуци с различни видове сосове (доматен, фрикасе, пикантен и др.).

## Етимология
Кюфтетата са познати по целия свят в различни варианти и названия. Българската дума кюфте идва от персийската дума kūfta (کوفتن), която означава „смилам“, от там и турската köfte и гръцката κεφτές. Особено много варианти има в турската кухня: Soslu köfte, İcli köfte, Mercimek köfte, Kuru köfte, Kadınbudu köfte, Terbiyeli köfte, Salcalı köfte, Sebzeli köfte, Izgara köfte, Tava köfte, Patatesli köfte, İzmir köfte, Tekirdağ köfte, Inegöl köfte, köfte yoghuri и др.
На руски кюфтето се нарича „тефтели“; на френски е bulette (от френската дума boule – топка), на немски е Frikadelle (на италиански: frittatela – пържена) или Fleischpflanzerl, но на Световното изложение в Сент Луис през 1904 немски изложители са продавали кюфтета под името хамбургер. Оттам произхожда американското burger, american burger. На английски език кюфтето се нарича patty (пърженка) или meatball (месна топка).